# Lista de municípios de Yukon

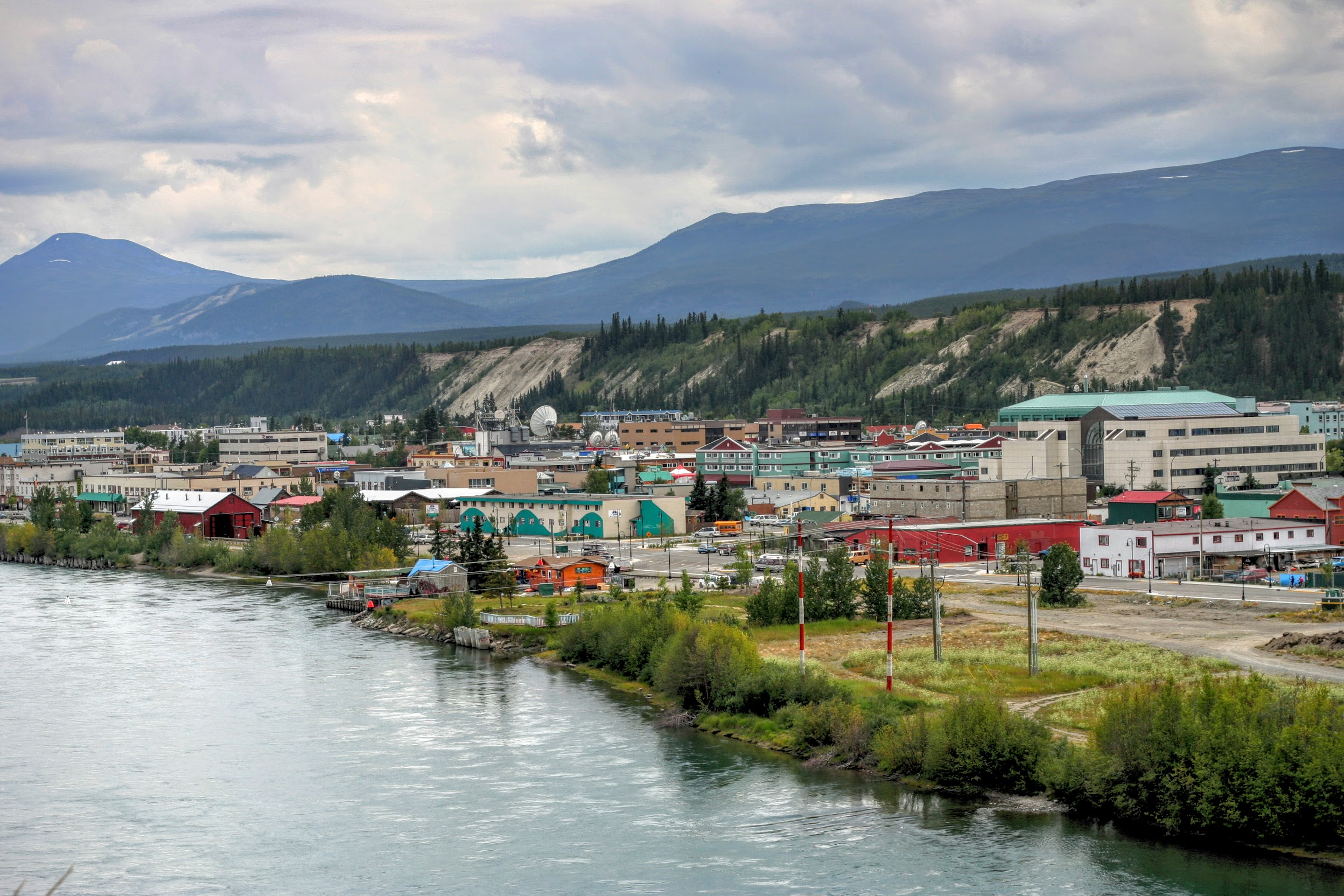
Whitehorse e o rio Yukon.

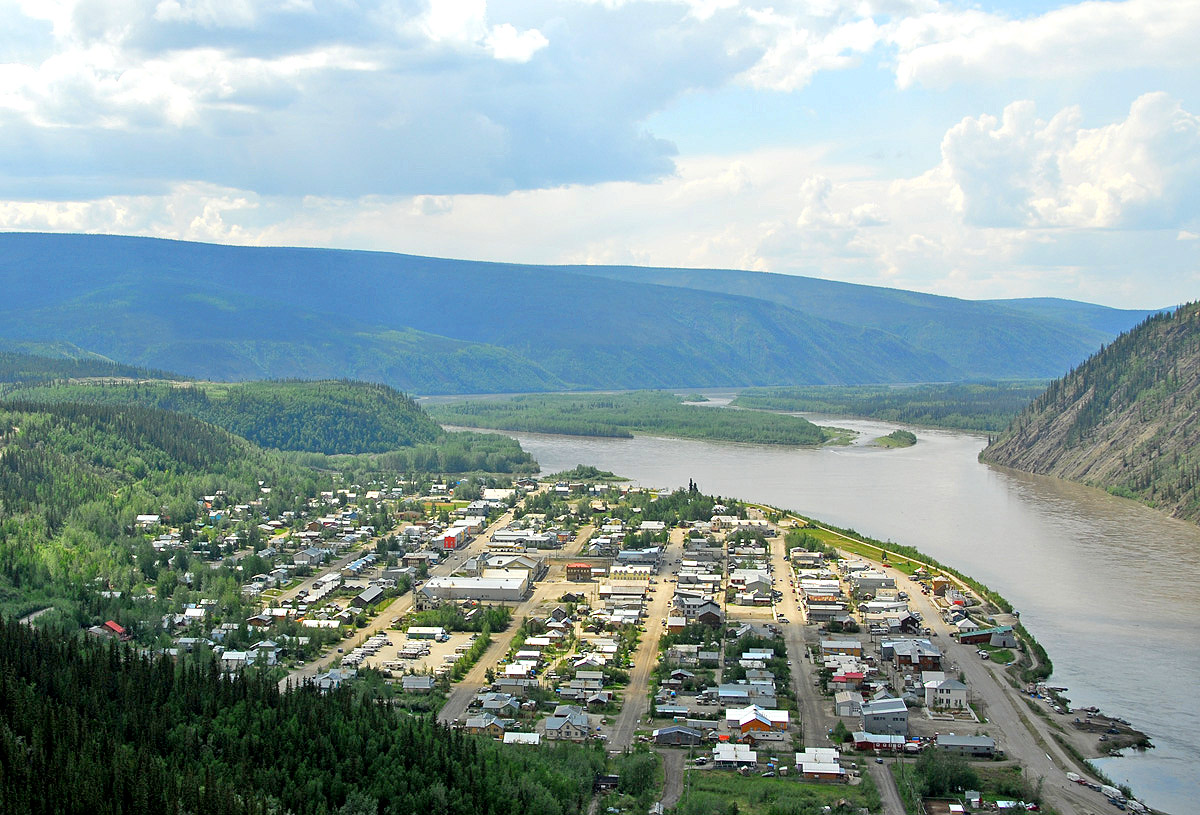
Dawson City ao lado do rio Yukon.

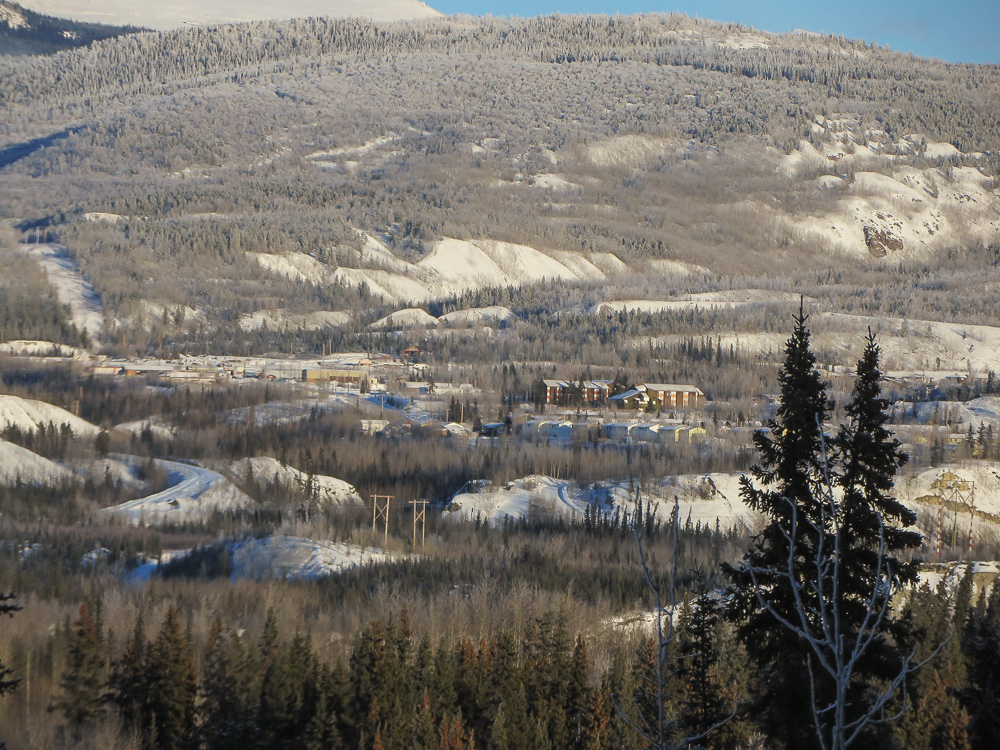
Vista de Faro.

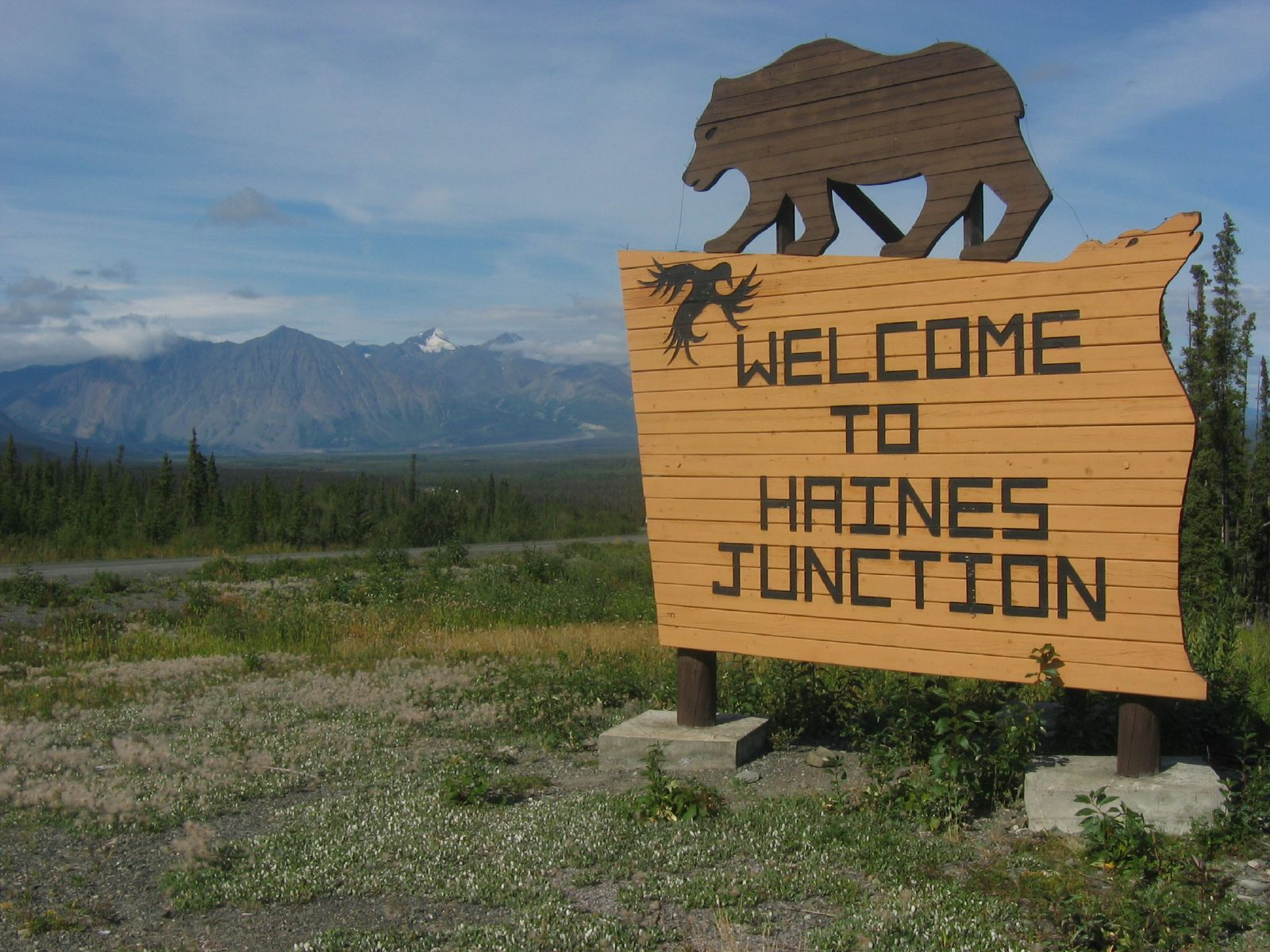
Placa de boas vindas em Haines Junction.

Yukon é o menos populoso dos três territórios do Canadá, com 35.874 residentes em 2016. É o menor território em área terrestre, com 474.713 quilômetros quadrados. Os oito municípios do Yukon cobrem apenas 0,2% da massa terrestre do território, mas abrigam 80,9% da sua população.
Os governos municipais são criados pelo Governo de Yukon, de acordo com a Lei Municipal de 2001. Os governos municipais fornecem "serviços de jurisdição, instalações ou coisas que um governo local considera necessário ou desejável para toda ou parte de sua comunidade". As classificações dos municípios sob a Lei Municipal incluem cidades e towns (cidades pequenas). Whitehorse é a capital e maior cidade de Yukon e também seu único município com estatuto cidade. Os sete municípios restantes são classificados como towns, dos quais quatro foram vilas que foram incorporadas como pequenas cidades após a adoção da Lei Municipal de 2001.
Mais de dois terços da população de Yukon (25.085 habitantes; 69,9%) residem em Whitehorse, o maior município do território. É também o maior município por área terrestre, com 416,54 quilômetros quadrados. O menor município por população é Teslin, com 124 residentes, enquanto o menor por área terrestre é Mayo, com 1,06 quilômetro quadrado.

## Cidades
Uma proposta para incorporar uma comunidade como uma cidade pode ser iniciada sob a Lei Municipal, a pedido do Ministro de Serviços Comunitários de Yukon, um conselho municipal ou um mínimo de 30% de residentes elegíveis, se a comunidade tiver uma população estimada em mais de 2.500 habitantes. As cidades devem eleger um prefeito e seis vereadores (no caso de Whitehorse), ou um prefeito e oito vereadores, se autorizado por lei, por um período de três anos. O único município com classificação de cidade em Yukon é Whitehorse, que é a maior das três cidades nos três territórios do norte do Canadá. Tinha uma população de 25.085 habitantes e uma área de 416,54 quilômetros quadrados no censo de 2016. A cidade de Dawson é um antigo município com classificação de cidade em Yukon, mas que agora tem status de town, apesar disso, Dawson tem permissão para ter no nome "cidade" em seu nome oficial.

## Towns
Não existe um termo para se referir a towns na língua portuguesa, no entanto esse termo pode ser traduzido para o português com o significado de "cidade pequena". Uma proposta para incorporar uma comunidade como uma cidade pequena pode ser iniciada sob a Lei Municipal, a pedido do Ministro dos Serviços Comunitários, de um conselho municipal ou de pelo menos 30% dos residentes elegíveis, se a comunidade estima uma população acima de 300. As cidades devem eleger um prefeito e quatro conselheiros, ou um prefeito e de cinco a sete conselheiros, se autorizado por lei, por um período de três anos.
Todos os municípios que eram vilas antes da adoção da Lei Municipal de 2001 se tornaram towns, mas foram autorizados a manter o termo "vila" em seus nomes oficiais. O território de Yukon tem sete towns. Dawson City é a maior das cidades pequenas do território em população, com 1.375 habitantes, e Faro é a maior em área terrestre, com 203,57 quilômetros quadrados. Teslin é a menor cidade em população, com 124 habitantes, enquanto Mayo é a menor por área terrestre em 1,06 quilômetro quadrado.

## Lista de municípios
| Nome            | Status | Nome oficial               | Data da incorporação | Censo canadense de 2016 | Censo canadense de 2016 | Censo canadense de 2016 | Censo canadense de 2016 | Censo canadense de 2016 |
| Nome            | Status | Nome oficial               | Data da incorporação | População (2016)        | População (2011)        | Mudança                 | Área                    | Densidade populacional  |
| --------------- | ------ | -------------------------- | -------------------- | ----------------------- | ----------------------- | ----------------------- | ----------------------- | ----------------------- |
| Whitehorse      | Cidade | Village of Carmacks        | 01-06-1950           | 25.085                  | 23.276                  | 7,8%                    | 416,54                  | 60,2/km2                |
| Dawson City     | Town   | City of Dawson             | 09-01-1902           | 1.375                   | 1.319                   | 4,2%                    | 32,45                   | 42,4/km2                |
| Watson Lake     | Town   | Town of Watson Lake        | 01-04-1984           | 790                     | 802                     | 1,5%                    | 6,11                    | 129,3/km2               |
| Haines Junction | Town   | Village of Haines Junction | 01-10-1984           | 613                     | 593                     | 3,4%                    | 34,49                   | 17,8/km2                |
| Carmacks        | Town   | Village of Carmacks        | 01-11-1984           | 493                     | 503                     | 2,0%                    | 36,95                   | 13,3/km2                |
| Faro            | Town   | Town of Faro               | 13-06-1969           | 348                     | 344                     | 1,2%                    | 203,57                  | 1,7/km2                 |
| Mayo            | Town   | Village of Mayo            | 01-06-1984           | 200                     | 226                     | 11,5%                   | 1,06                    | 188,7/km2               |
| Teslin          | Town   | Village of Teslin          | 01-08-1984           | 124                     | 122                     | 1,6%                    | 1,92                    | 64,6/km2                |
| Total           | —      | —                          | —                    | 29.028                  | 27.185                  | 6,8%                    | 733,09                  | 39,6/km2                |
| Total de Yukon  | —      | —                          | —                    | 35.874                  | 33.897                  | 5,8%                    | 474.712,68              | 0,08/km2                |